# Майчик Іван Іванович
Іва́н Іва́нович Ма́йчик (26 грудня 1927, с. Одрехова Сяніцького повіту, тепер Польща — 24 жовтня 2007) — український диригент, фольклорист, композитор, педагог. Заслужений діяч мистецтв України (1993). Член НСКУ (1999).

## Життєпис
Народився в родині шевця та музиканта-поліінструменталіста, учасника весільної капели стародавнього села Одрехова Сяніцького повіту 26 грудня 1927 р. Юність мистця пов'язана з Австрією, куди як остарбайтер він потрапив в 1942 році разом з сестрою Анною. Там Іванко працював у млині Й. Фуртнера, який дозволяв хлопцю на дозвіллі відвідувати місто Лінц (батьківщину Антона Брукнера). Щонеділі у концертному залі «Моцартеум» звучали симфонії, меси Й. Гайдна, В. А. Моцарта, Ф. Шуберта, А. Брукнера та інших композиторів — це і були перші яскраві музичні враження, під впливом яких юнак вирішив стати професійним диригентом.
Після війни, на новій Батьківщині (в 1946 р. сім'ю Майчиків пересилили на Тернопільщину в с. Кокутківці (нині Зборівського району Тернопільської області), Іван  закінчує Тернопільську музичну школу  як акордеоніст. Професійну музичну освіту здобуває у Львові. Навчається у Львівському  музичному училищі (хорове диригування, клас Євгена Козака). Пізніше  стає студентом  Львівської консерваторії. Скориставшись порадою Станіслава Людкевича та Адама Солтиса, музикант опановує композицію приватно у композитора-авангардиста Анджея Нікодемовича.
Іван Майчик відзначився прекрасним організаторським хистом: очолював хори львівських шкіл № 24 та № 62, хор факультету іноземних мов Львівського Університету ім. І. Франка та хорову капелу Львівського Українського Поліграфічного інституту, хор палацу школярів. Можливо, саме цим напрямком роботи й зумовлено те, що вагому частину творчого доробку Івана Майчика складають твори орієнтовані на виконання аматорськими, самодіяльними, дитячими колективами.
Знаковою сторінкою в біографії мистця стала праця на посаді редактора і звукорежисера музичної редакції Львівського обласного комітету з радіомовлення і телебачення (1959–1971).
І. Майчик продовжив мистецьку традицію, започатковану свого часу Миколою Колессою та Євгеном Козаком — організував  хорову капелу. Цей професійний колектив був справжньою мистецькою лабораторією, його відразу помітила музична громадськість Львова, належно оцінили  широкі кола радіослухачів.
Завдяки Івану Майчику в радіоефірі зазвучали твори львівських композиторів С.Людкевича, Є. Козака, А. Кос-Анатольського, хори з опер В. А. Моцарта, Б. Сметани, Р. Вагнера, Дж. Россіні, найкращі хорові полотна незаслужено забутих, а часто — і заборонених українських композиторів, таких як: В. Барвінський, М. Вербицький, О. Кошиць, О. Нижанківський, А. Вахнянин. Рівночасно Іван Майчик працює над збірками «Українські народні пісні» з репертуару С. Крушельницької, П. Кармалюка, О. Врабеля Також продовжує збирати лемківські народні пісні і опрацьовує їх.
Зрілий період життєтворчості пов'язаний з потужним професійним хоровим колективом — капелою «Трембіта»(1964–1965). Іван Майчик був запрошений на посаду головного диригента і художнього керівника капели після відходу з цього відповідального поста легендарного українського хормейстера Павла Муравського. За два роки (1964-1965) його керівництва капела «Трембіта» повністю оновила й ускладнила свій репертуар, Серед інших творів прозвучали: «Нудьга гнітить» Д. Січинського, «Сон» К. Стеценка, на слова П. Грабовського, «Хмари» на слова М. Вороного та «Радійте співайте» на слова О. Олеся. У її виконанні були здійснені фондові записи «Веснівки» В. Матюка на сл. М. Шашкевича, «Баркароли» Ф. Шуберта та «Слов'янського танцю» А. Дворжака (текст та аранжування для хору І. Майчика), закарпатської народної пісні «Шла Маріка…» в обробці Є. Козака, оригінального твору І. Майчика «Спів в Карпатах».
Наснаги Івану Майчику додавала педагогічна діяльність у ЛДМУ ім. С. Людкевича. Мистець викладав диригування, впродовж тривалого часу очолював диригентський відділ, чотири роки керував студентським хором та тридцять п'ять років вів вокальний ансамбль. І. Майчик не тільки готував фахівців з найвищим музичним вишколом, а й формував своїх учнів як  національно свідому творчу особистість. Колеги І. Майчика дивувалися його наполегливості, організованості, невичерпному натхненню, непохитному патріотизму й оптимізмові. За тридцять років педагог створив власну диригентську школу: виховав понад 20 успішних диригентів, серед яких: Ярослав Гнатовський, Богдан Ґенґало, Олена Шевченко, Левко Рега, Володимир Божко, Микола Жеромський. Про авторитет Івана Майчика у мистецьком ужитті Львова свідчить те, що його часто запрошували в журі на оглядах хорових колективів міста та області.
Важливим плодом педагогічної і творчої діяльності є збірка, що ще чекає на своє видання — «Хоровий підручник. Дитячі пісні, хорові твори та вокальні ансамблі для музичних навчальних закладів». У ній автор виявив себе не лише як педагог, а й як упорядник-укладач, продовжувач музично-педагогічних концепцій М. Лентовича, К. Стеценка, Ф. Колесси, як  фольклорист, аранжувальник та композитор-практик — автор численних оригінальних хорових творів, небуденний інтерпретатор найкращих зразків класичної та сучасної поезії.
Музичні критики відзначали, що композитор збагатив лаконічну лемківську мініатюру і дав їй життя на концертній естраді. «Багато уваги приділяє автор фортепіанній партії, яка в кожному випадку влучно й переконливо доповнює поетичні вокальні образи», — відзначала кандитат мистецтвознавства Марія Білинська у рецензії на роботи Івана Майчика.
Підсумком творчої діяльності композитора, музиканта став його авторський вечір з нагоди 60-ліття, під назвою «Пісні Бескидів», який відбувся 1987 року концертному залі Львівської державної філармонії ім. С. Людкевича за участю провідних солістів та хорових колективів. Цікавий музичний репертуар привернув увагу музикознавців Марії Білинської, Юрія Булки, А. Гудзенко. У 1988 році Іван Майчик запрошений на урочисті заходи у Вашингтон до 1000-ліття Хрещення України-Руси, де його тепло зустріли українська діаспора і рідні краяни.

## Творчість
1967 року видав першу збірку народних творів «Співаночки мої», потім «Лемківські народні пісні в обробці Б. Дрималика» (1970), вийшли статті про Соломію Крушельницьку, А. Кос-Анатольського та інших.
Хорові твори на слова В. Стельмаха, Б.-І. Антонича, М. Петренка.
Упорядник збірників:
- «Народні пісні з репертуару С. Крушельницької» (1971),
- «Народні пісні з репертуару П. Кармалюка» (1976),
- збірка «Ой зацвіла черемшина. Народні пісні з голосу Ганни Ільницької» (транскрипція мелодій; підготовка текстів — Микола Ільницький) (1981),
- «Українські народні пісні з репертуару О. Врабеля» (1982),
- «Хорові твори на слова українських поетів» (1989),
- «Хорові твори на слова Б.-І. Антонича» (1989) та інші.
- «Українські народні пісні в обробці для хору» (2000),
- «Українські народні пісні з репертуару О. Врабеля»
- «Хорові твори та романси на слова Т. Шевченка» (2003),
- «Збірник вокальних хорових творів та романсів на слова Б.-І. Антонича» (2004).

## Тексти Івана Майчика
- Автор книг публіцистики (співавт.) «Одрехова у минулому. 1419—1999» (1999).
- Іван Майчик. Лицар нашого часу (спогад про Ореста Кураша) // Дзвін. — 2014. — № 11-12. — С. 110—111.